# کلمبوس (میسیسیپی)
کلمبوس (به انگلیسی: Columbus) شهری در ایالت میسیسیپی کشور ایالات متحده آمریکا است که جمعیت آن در سرشماری سال ۲۰۱۰ میلادی، ۲۳٬۶۴۰ نفر بوده‌است.